# Grandes sentimientos
Grandes sentimientos es el primer álbum recopilatorio de Charlie Zaa lanzado en el 2002. Incluye versiones suyas de canciones de Olimpo Cárdenas y Julio Jaramillo y algunos de sus temas que lo dieron a conocer.

## Lista de temas
1. «Sentimientos» – Un Disco Mas/Niégalo Todo
2. «Sueños» – En Mi Viejo San Juan
3. «Deseos» – Rondando Tu Esquina/Nuestro Juramento
4. «Tentaciones» – No Me Quieras Tanto/Perfidia
5. «Ilusiones» – Cinco Centavitos/Temeridad
6. «Pasiones» – Alma Negra/Que Dios Me Libre
7. «Quimeras» – Ódiame/Te Esperaré
8. «Recuerdos» – Sombras/El Traje Blanco
9. «Desengaños» – Derrumbes/Por Que Eres Así
10. «Melancolías» – Que Nadie Sepa Mi Sufrir/Aunque Me Duela el Alma

- Datos: Q5884779